# Polen i Eurovision Song Contest 2011
Polen deltog i Eurovision Song Contest 2011 i Düsseldorf, Tyskland och valde artist och bidrag genom Krajowe Eliminacje 2011, som anordnas av polska TVP Polonia (TVP). Vinnare av den nationella finalen och Polens repristant i Eurovision Song Contest 2011 blev Magdalena Tul med låten "Jestem".

## Tävlingsupplägg
Polen höll som tidigare år en enkvällsfinal där landets representant till ESC 2011 utsågs. Fram till den 21 december 2010 kunde låtskrivare skicka in bidrag till uttagningen, varpå en jury valde ut de tio tävlande bidragen. Den 29 december presenterade TVP de tio bidragen.
Styrelsen i juryn hade ansvaret att välja mellan fyra-tio kandidater som deltog i den polska nationella finalen. Juryns medlemmar var:
- Piotr Klatt (Juryordförande, musiker, låtskrivare, journalist och producent för TVP:s musikprogram samt chef för Opole festival)
- Maria Szabłowska (Musikjournalist på TVP och Polskie Radio)
- Krzysztof Szewczyk (Musikjournalist på TVP och Polskie Radio)
- Paweł Sztompke (Journalist och musikkritiker, redaktionell musikdirektör på Polskie Radio)
- Marek Sierocki (Musikjournalist och konstnärlig ledare för Opole och Sopot festivaler)
- Artur Orzech (TV-presentatör och Polens kommentator i Eurovision Song Contest)
- Mikołaj Dobrowolski (TV-presentatör, Culture and Entertainment Art hos TVP)
- Tomasz Deszczyński (Chef för OGAE Polen)[3]

Det var enbart telefonröstning som användes i Krajowe Eliminacje 2011. Finalen hölls den 14 februari 2011, det vill säga på Alla hjärtans dag.

## Finalen
Finalen sändes den 14 februari 2011.
| Nr | Artist        | Bidrag                       | Procent av telefonrösterna | Resultat |
| -- | ------------- | ---------------------------- | -------------------------- | -------- |
| 01 | Magdalena Tul | "Jestem"                     | 44,47%                     | 1        |
| 02 | SheMoans      | "Supergirl"                  | 3,56%                      | 5        |
| 03 | Ada Fijał     | "Hot Like Fire"              | 3,30%                      | 6        |
| 04 | Alizma        | "Bow to the Bow"             | 12,76%                     | 3        |
| 05 | IKA           | "Say"                        | 1,76%                      | 10       |
| 06 | Roan          | "Maybe"                      | 2,20%                      | 8        |
| 07 | Anna Gogola   | "Ktoś taki jak ty"           | 22,57%                     | 2        |
| 08 | The Trash     | "Things go Better with rock" | 4,58%                      | 4        |
| 09 | ZoSia         | "Scream Out Louder"          | 2,92%                      | 7        |
| 10 | Formuła RC    | "Ja, Ty i Ty i Ja"           | 1,89%                      | 9        |

### Fotnoter
1. ↑  http://www.eurovision.tv/page/news?id=20833&_t=Poland+starts+the+quest
2. ↑  http://www.esctoday.com/news/read/16398
3. ↑  http://www.tvp.pl/rozrywka/festiwale-i-koncerty/eurowizja-2011/aktualnosci/sklad-komisji-konkursowej-krajowych-eliminacji-konkursu-piosenki-eurowizji-2011/3624661
4. ↑  http://www.esctoday.com/news/read/16202